# Pagurídeos
Os pagurídeos (Paguridae) são uma família de caranguejos-eremita (Paguroidea) da ordem Decapoda que inclui mais de 500 espécies marinhas, fazendo dela a mais diversa das famílias da infraordem Anomura.

## Gêneros
A família Paguridae contém 542 espécies validamente descritas agrupadas em 70 géneros:
- Acanthopagurus de Saint Laurent, 1968
- Agaricochirus McLaughlin, 1981
- Alainopaguroides McLaughlin, 1997
- Alainopagurus Lemaitre & McLaughlin, 1995
- Alloeopagurodes Komai, 1998
- Anapagrides de Saint Laurent-Dechance, 1966
- Anapagurus Henderson, 1886
- Anisopagurus McLaughlin, 1981
- Bathiopagurus McLaughlin, 2003
- Bathypaguropsis McLaughlin, 1994
- Benthopagurus Wass, 1963
- Boninpagurus Asakura & Tachikawa, 2004
- Bythiopagurus McLaughlin, 2003
- Catapaguroides A. Milne-Edwards & Bouvier, 1892
- Catapaguropsis Lemaitre & McLaughlin, 2006
- Catapagurus A. Milne-Edwards, 1880
- Ceratopagurus Yokoya, 1933
- Cestopagurus Bouvier, 1897
- Chanopagurus Lemaitre, 2003
- Cycetopagurus McLaughlin, 2004
- Decaphyllus de Saint Laurent, 1968
- Dentalopagurus McLaughlin, 2007
- Diacanthurus McLaughlin & Forest, 1997
- Discorsopagurus McLaughlin, 1974
- Elassochirus Benedict, 1892
- Enallopaguropsis McLaughlin, 1981
- Enallopagurus McLaughlin, 1981
- Enneobranchus Garcia-Gomez, 1988
- Enneopagurus McLaughlin, 1997
- Enneophyllus McLaughlin, 1997
- Forestopagurus Garcia-Gomez, 1995
- Goreopagurus McLaughlin, 1988
- Hachijopagurus Osawa & Okuno, 2003
- Haigiopagurus McLaughlin, 2005
- Icelopagurus McLaughlin, 1997
- Iridopagurus de Saint Laurent-Dechance, 1966
- Labidochirus Benedict, 1892
- Lithopagurus Provenzano, 1968
- Lophopagurus McLaughlin, 1981
- Manucomplanus McLaughlin, 1981
- Michelopagurus McLaughlin, 1997
- Micropagurus McLaughlin, 1986
- Munidopagurus A. Milne-Edwards, 1880
- Nematopaguroides Forest & de Saint Laurent, 1968
- Nematopagurus Milne-Edwards & Bouvier, 1892
- Orthopagurus Stevens, 1927
- Ostraconotus A. Milne-Edwards, 1880
- Paguridium Forest, 1961
- Paguritta Melin, 1939
- Pagurixus Melin, 1939
- Pagurodes Henderson, 1888
- Pagurodofleinia Asakura, 2005
- Pagurojacquesia de Saint Laurent & McLaughlin, 2000
- Pagurus Fabricius, 1775
- Parapagurodes McLaughlin & Haig, 1973
- Phimochirus McLaughlin, 1981
- Porcellanopagurus Filhol, 1985
- Propagurus McLaughlin & de Saint Laurent, 1998
- Protoniopagurus Lemaitre & McLaughlin, 1996
- Pseudopagurodes McLaughlin, 1997
- Pteropagurus McLaughlin & Rahayu, 2006
- Pumilopagurus McLaughlin & Rahayu, 2008
- Pygmaeopagurus McLaughlin, 1986
- Pylopaguridium McLaughlin & Lemaitre, 2001
- Pylopaguropsis Alcock, 1905
- Pylopagurus A. Milne-Edwards & Bouvier, 1891
- Rhodochirus McLaughlin, 1981
- Scopaeopagurus McLaughlin & Hogarth, 1998
- Solenopagurus de Saint Laurent, 1968
- Solitariopagurus Türkay, 1986
- Spathapagurus Lemaitre & Felder, 2011[3]
- Spiropagurus Stimpson, 1858
- Tarrasopagurus McLaughlin, 1997
- Tomopaguroides Balss, 1912
- Tomopaguropsis Alcock, 1905
- Tomopagurus A. Milne-Edwards & Bouvier, 1893
- Trichopagurus de Saint Laurent, 1968
- Turleania McLaughlin, 1997
- Xylopagurus A. Milne-Edwards, 1880